# La Femme endormie
La Femme endormie est une œuvre autobiographique de Georges Simenon parue pour la première fois en mars 1981 aux Presses de la Cité

## L'œuvre est dictée par Simenon à Lausanne, 12 avenue des Figuiers, du 21 février au 10 mars 1979.
Elle fait partie de ses Dictées.

### Résumé
Dans La femme endormie, dans Les libertés qu'il nous reste et dans Jour et nuit, Simenon aborde plus particulièrement une question qui lui tient à cœur : la dichotomie homme nu - homme habillé. Que dire de cette vue de l'esprit en tant que réalité tangible ? Que dire de cette quête qu'il poursuit tout au long de ses vingt-et-une Dictées ? Voire tout au long de son œuvre ?
L'homme nu, ou l'homme habillé ? Un problème réel, ou un faux problème ? On peut se le demander, en ne considérant que l'Homme tout court, c'est-à-dire l'Animal humain, dans son développement historique.
- in Tout Simenon tome 27, Éditions Omnibus, 2004